# Sophia Maria Westenholz
Sophia Maria Westenholz (nascuda Elenore Sophia Maria Fritscher, Neubrandenburg, 10 de juliol de 1759 - Ludwigslust, 4 d'octubre de 1838) va ser una pianista, mestra de capella, compositora, cantant i pedagoga musical alemanya.

## Biografia
Filla de l'organista de Neubrandenburg Ferdinand Fritscher, es va criar en una família privilegiada i va passar la major part de la vida a les corts de Schwerin i Ludwigslust, capitals del ducat de Mecklenburg-Schwerin. A instàncies del príncep Lluís de Mecklenburg-Schwerin, va estudiar piano i cant amb el Konzertmeister Johann Wilhelm Hertel, a Schwerin, a partir dels deu anys. Quan en tenia setze, ja havia estat contractada com a cantant a la capella de la cort a Ludwigslust. Es va convertir en la segona esposa del mestre de capella Carl August Friedrich Westenholz l'estiu de 1777 i van tenir vuit fills.
A la dècada de 1780, Westenholz va ser aclamada a Berlín, Leipzig, Ludwigslust i Rostock, i va fer molts seguidors, com el compositor Ernst Wilhelm Wolf i Carl Friedrich Cramer. Wolf en diguéː «L'estil de la senyora Westenholz és la del gran Bach d'Hamburg». En una revisió de les seves sis sonates, que Wolf havia dedicat a Sophie Westenholz, Cramer també va elogiar l'equilibri en l'expressió musical de la seva interpretació.
Quan va morir el seu marit el 1789, ella va rebre el títol de Mestra de capella [Kapellmeisterin] a Ludwigslust. Des de 1792 fins a 1811, després de la mort d'Antonio Rosetti, dirigí els concerts a la capella de la cort mentre tocava el piano, fins que Louis Massonneau s'imposà amb la idea que calia dirigir des de la tarima.
Continuà la seva carrera com a cantant, professora i pianista, va ensenyar música a les princeses Ludwigslust i va compondre i interpretar les seves pròpies obres a la cort. A més de la seva reputació com a pianista, també es va fer coneguda per actuar com a intèrpret d'harmònica de vidre en diversos concerts. Després de 1800, va començar a centrar-se en les composicions, i es va publicar algunes de les seves obres el 1806. Johann Friedrich Reichardt la va descriure com «un dels principals músics d'Europa».
Es va retirar el 1821 amb una pensió, tot i que va continuar exercint com a cantant de la cort fins a la seva mort.

## Obres
Sophie Westenholz es va inspirar en les obres de Johann Abraham Peter Schulz i Johann Friedrich Reichardt i va escriure cançons tant en estil estròfic com popular.
Les seves obres inclouen:
Lieder amb melodies sense ornaments:
- Das Grab
- Die Erscheinung
- Frühlingsreigen
- Meine Wünsche

Lieder amb melodies ornamentades:
- Das Glücke der Liebe
- Huldigung
- Lied der Liebe

Lieder que representen l'estil romàntic primerenc:
- Morgenlied
- Weine nicht, és ist vergebens
- Trost der Hoffnung
- Der Bund[4][5]